# Hellfest

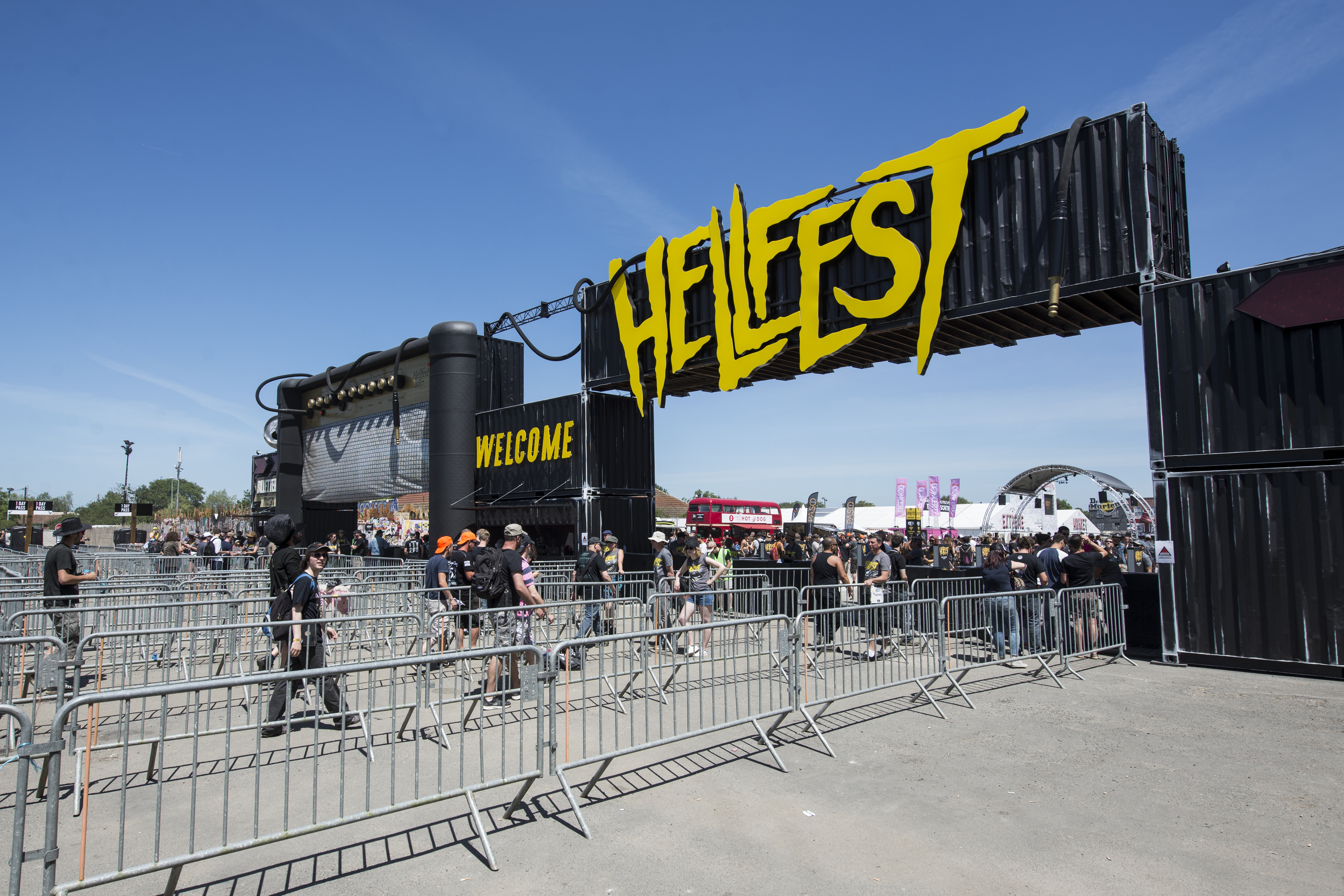
Hellfest im Juni 2017

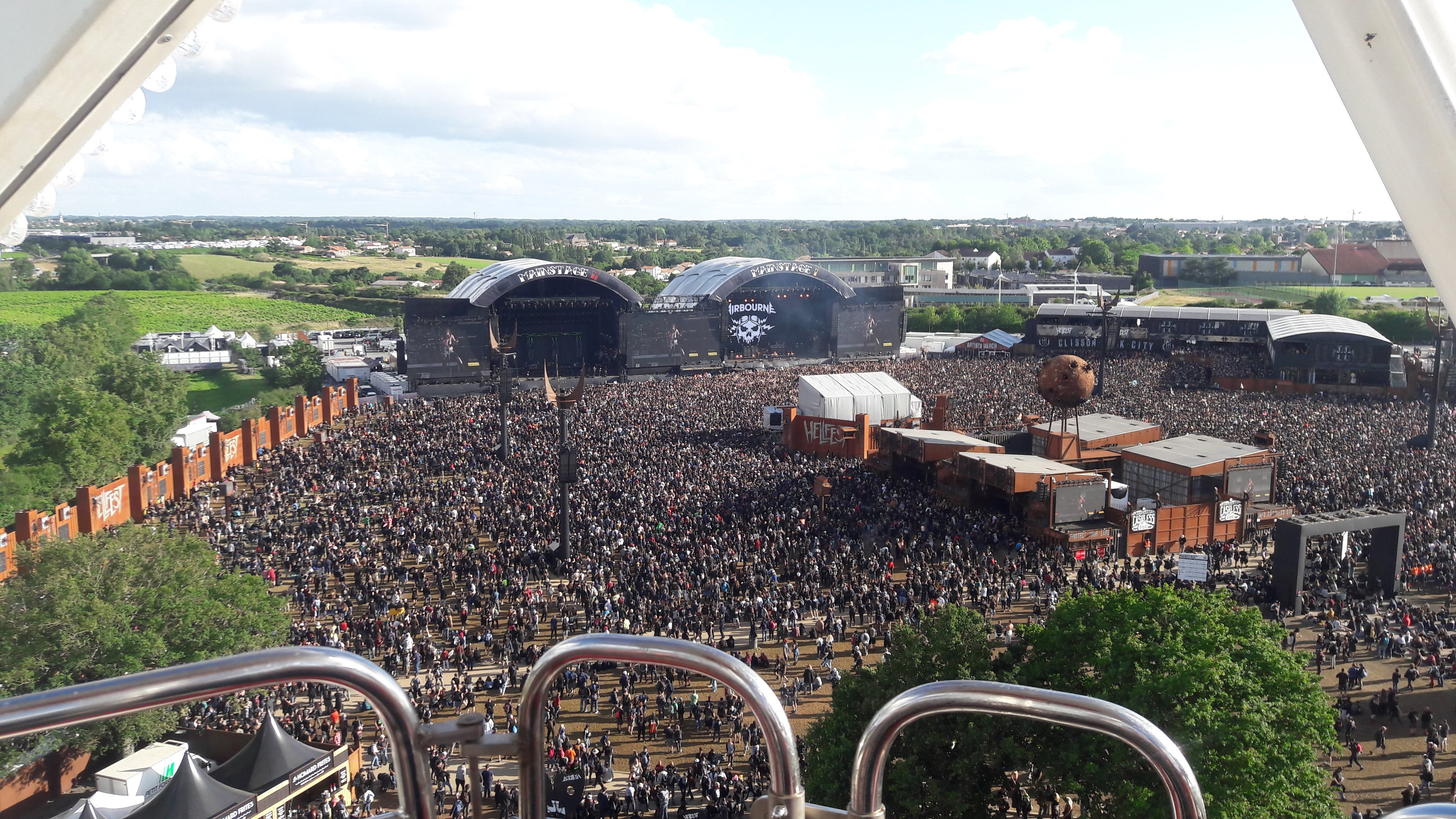
Hellfest im Juni 2022

Das Hellfest ist ein Musikfestival, das seit 2006 in Clisson (Département Loire-Atlantique) in Frankreich abgehalten wird. Die Bandauswahl enthält vor allem Musik aus den Bereichen Hard Rock, Metal und Punk/Hardcore.

## Geschichte
Ab 2000 organisierte die CLS Crew aus der Hardcore-Punk-Szene Konzerte in Clisson. Da diese kleinen Veranstaltungen auf ausreichendes Interesse stießen, beschlossen die Mitglieder, sich an die Organisation eines Festivals zu wagen. Im Juni 2002 fand das erste Mal das Furyfest statt, das 400 Besuchern Bands wie Agnostic Front bot. Aufgrund des Erfolgs dieses ausverkauften Festivals und der positiven Reaktionen wurde an einer Vergrößerung gearbeitet.
2003 musste das Furyfest aus Termingründen ins Trocardière ins benachbarte Nantes verlegt werden. Die zweitägige Veranstaltung präsentierte Sick of It All, Youth of Today, Gojira, Entombed und The Exploited und zog bereits 7000 Besucher an. Da die organisatorische Arbeit für die CLS Crew nicht mehr zu schaffen war, entschloss sich Ben Barbaud, einer der Organisatoren, das Festival zu seinem Beruf zu machen und gründete MAN.IN.FEST. 2004 zog das Furyfest nach Le Mans. Bands wie Slipknot, Morbid Angel, Meshuggah, Fear Factory, Soulfly, Hatebreed, Deicide und Testament spielten vor 21.000 Festivalbesuchern. Allerdings gab es erste gravierende Probleme, da Kosten und Aufwand zu hoch waren. 2005 übernahm ein neuer Promoter die Veranstaltung mit Barbaud als Bandorganisator. Wiederum in Le Mans bot das Festival auf drei Bühnen Bands wie Slayer, Motörhead, Jello Biafra mit The Melvins, Anthrax, Dimmu Borgir, In Flames, Pennywise und The Misfits. Trotz 30.000 Besuchern ergab die Veranstaltung einen finanziellen Verlust. Das Furyfest wurde eingestellt.
In Clisson, dem Ursprungsort, versuchten derweil einige frühere Organisatoren und Sponsoren ein neues Festival auf die Beine zu stellen – die Entstehung des Hellfest, das erstmals vom 23. bis 25. Juni 2006 stattfand. Trotz Befürchtungen im Vorfeld und Protesten aus der Gemeinde wurde das Festival zum Erfolg; es kamen 22.000 Leute. Das Line-Up bot unter anderem Motörhead, Apocalyptica, Dead Kennedys, Soulfly, Stone Sour, Helloween, Saxon und Cradle of Filth.
Während 2007 an drei Tagen insgesamt 40.000 Eintritte gezählt wurden, gab es bei der 7. Auflage im Jahre 2012 in drei Tagen rund 115.000 Eintritte (gut 38.000 pro Tag). 2020 und 2021 wurde das Festival wegen der grassierenden COVID-19-Pandemie abgesagt. Im Folgejahr 2022 lief das Festival im Juni dafür an sieben Tagen, an denen insgesamt 420.000 Eintritte gezählt wurden (60.000 pro Tag), wobei 35.000 Personen Dauerkarten hatten.

## Line-Up

### 2006
23. bis 25. Juni
36 Crazyfists, Agnostic Front, Akercoke, Alice in Chains, Amenra, Apocalyptica, Arch Enemy, As I Lay Dying, Avenged Sevenfold, The Black Dahlia Murder, Bloodsimple, Born from Pain, Boysetsfire, Capricorns, Carnival in Coal, Celtic Frost, Cephalic Carnage, Cortez, Cradle of Filth, Dagoba, Damnation A.D., Darkest Hour, Dead Kennedys, Dead to Fall, Demented Are Go!, DevilDriver, Drowning, Endstand, Entombed, Gadget, GBH, Go It Alone, Gojira, Happyface, Hatesphere, The Haunted, Hellmotel, Helloween, Ignite, Danko Jones, Knuckledust, Knut, Leeway, The Locust, Madball, Mad Sin, Most Precious Blood, Motörhead, Murdum, Nightmare, Nile, Obituary, Opeth, Orphaned Land, The Outburst, Panik, Prostitute Disfigurement, Raised Fist, Ringworm, Rise and Fall, Satyricon, Saxon, Sna-Fu, Sonny Red, Soulfly, Stone Sour, Taint, Textures, Trepalium, Trivium, With Honor, Zyklon

### 2007
22. bis 24. Juni
1349, 7th Nemesis, Aborted, After Forever, Animosity, Amon Amarth, The ARRS, Atheist, Behemoth, Blind Guardian, Bloodsimple, Brujeria, Brutal Truth, Cannibal Corpse, Children of Bodom, Chimaira, Coldworker, Converge, Cynic, Dark Tranquillity, dEFDUMp, Destinity, Dew-Scented, Dornfall, Dream Theater, Dylath-Leen, Earth Crisis, Edguy, Ellipsis, Emperor, Enslaved, Ephel Duath, Epica, Ern Non Dae, Fubar, Furia, Gutworm, Hacride, Hatebreed, Heavenly, Homestell, Immortal, Imply in All, Impureza, Interlock, Kaizen, Kickback, Klone, Korpiklaani, Kreator, Lamb of God, Lyzanxia, Machine Head, Manigance, Mastodon, Megadeth, Misery Index, Mistaken Element, Moho, Moonspell, Mumakil, Napalm Death, Neurosis, Orthodox, Pain of Salvation, Primal Age, Salem, Scarve, Secrets of the Moon, The Set-Up, Slayer, Slit, Sworn Enemy, Therion, Tromatized Youth, Type O Negative, Ufych Sormeer, Unearth, Vader, Walls of Jericho, Within Temptation, Zero Mentality, Zubrowska

### 2008
20. bis 22. Juni
Airbourne, Alchemist, Anaal Nathrakh, Anathema, Apocalyptica, At the Gates, Ava Inferi, Baroness, Belphegor, Benighted, Between the Buried and Me, Black Tide, Blazing War Machine, Bleeding Through, Born from Pain, Candlemass, Carcass, Cavalera Conspiracy, Comeback Kid, Cult of Luna, Danko Jones, Death Angel, The Dillinger Escape Plan, Dimmu Borgir, Disfear, Dying Fetus, Eluveitie, Envy, Eths, Evile, Forbidden, Gamma Ray, Ghost Brigade, Haemorrhage, Helloween, Iced Earth, Impaled Nazarene, In Flames, Job for a Cowboy, Katatonia, Krisiun, Kruger, Legion of the Damned, Madball, Marduk, Mayhem, Meshuggah, Ministry, Misanthrope, Morbid Angel, Motörhead, Municipal Waste, My Dying Bride, Necrophagist, Nightmare, NOFX, Obituary, The Ocean, The Old Dead Tree, Opeth, Origin, Paradise Lost, Porcupine Tree, Primordial, Punish Yourself, Raintime, Red Mourning, Rose Tattoo, Rotten Sound, Rotting Christ, Satyricon, Septic Flesh, Shai Hulud, Shining, Sick of It All, Slayer, Sodom, Sonata Arctica, Testament, Throwdown, Today Is a Day, Treponem Pal, Ultra Vomit, Venom, Watain, Year of No Light, Your Demise

### 2009
19. bis 21. Juni
Aborted, Adagio, ADX, All Shall Perish, Amebix, Amon Amarth, Anthrax, August Burns Red, Aura Noir, Backfire, Backyard Babies, Betrayed, The Black Dahlia Murder, Black Stone Cherry, Blockheads, Brutal Truth, Buckcherry, The Business, Cathedral, Clutch, Coalesce, Cradle of Filth, Cro-Mags, Dagoba, Despised Icon, Deströyer 666, Destruction, DevilDriver, Down, DragonForce, Dream Theater, Electric Wizard, Enslaved, Entombed, Epica, Europe, EyeHateGod, Gama Bomb, Girlschool, God Forbid, God Seed, Gojira, Gokan, Grand Magus, Hacride, Hatebreed, Heaven and Hell, Heaven Shall Burn, Holyhell, Immolation, Jarboe, Karma to Burn, Kataklysm, Keep of Kalessin, Kickback, Killing Joke, Koritni, Kylesa, Machine Head, Mad Sin, Manowar, Marilyn Manson, Mastodon, Melechesh, Misery Index, Misfits, Moonsorrow, Moonspell, Mötley Crüe, Napalm Death, Nashville Pussy, Offending, Oracle, Orange Goblin, Outlaw Order, Pain, Pain of Salvation, Papa Roach, Parkway Drive, Pestilence, Pig Destroyer, Providence, Queensrÿche, Repulsion, Sacred Reich, Saint Vitus, Samael, Satan Jokers, Skinless, Soilent Green, Soulfly, Squealer, Stratovarius, Suicidal Tendencies, Taake, Terror, Torche, Trepalium, Ufomammut, Vader, Vision of Disorder, Voivod, Volbeat, W.A.S.P., Watertank, Whitechapel, Wolves in the Throne Room

### 2010
18. bis 20. Juni
16, 69 Chambers, Agnostic Front, Airbourne, Annihilator, Anvil, Arch Enemy, As I Lay Dying, Asphyx, Behemoth, Jello Biafra and the Guantanamo School of Medicine, Biohazard, Brant Bjork and the Bros, Black Cobra, Blasphème, Bloodbath, Born from Pain, Candlemass, Carcass, Carnifex, Condkoi, Alice Cooper, Crowbar, Dark Funeral, Decapitated, Deftones, Delain, The Devil’s Blood, Devin Townsend Project, Dew-Scented, The Dillinger Escape Plan, Discharge, Discipline, Doom, Electric Mary, Eluveitie, Ensiferum, Ex Deo, Exodus, Evile, The Faceless, Fear Factory, Fields of the Nephilim, Finntroll, Freak Kitchen, John Garcia plays Kyuss, General Surgery, Ghost Brigade, Godflesh, Gorod, Hypocrisy, Ihsahn, Immortal, Infectious Grooves, Kalisia, Kampfar, Katatonia, Kiss, KMFDM, Knuckledust, Loudblast, Marduk, Magrudergrind, Mass Hysteria, Mondo Generator, Monkey3, Motörhead, My Dying Bride, Necrophagist, Negură Bunget, Nevermore, Nile, Obscura, Omega Massif, Otargos, Pretty Maids, Primal Fear, Raven, Rwake, Sabaton, Sadist, Saviours, Saxon, Secret of the Moon, Sepultura, Sick of It All, Sigh, Slash, Slayer, Solace, Stone Sour, Suffocation, Swallow the Sun, Sworn Enemy, Sybreed, Tamtrum, Tankard, Twisted Sister, U.D.O., Ulver, Unearth, Urgehal, Vulcain, Walls of Jericho, Watain, Weedeater, Wisdom in Chains, The Young Gods, Y&T

### 2011
17. bis 19. Juni
1349, Alter Bridge, Anathema, Angel Witch, The Answer, Apocalyptica, Architects, Arkona, Arma Gathas, Atheist, Audrey Horne, Bad Brains, Belphegor, The Black Dahlia Murder, Black Label Society, Bolt Thrower, Cavalera Conspiracy, Church of Misery, Clutch, Comeback Kid, Converge, Coroner, Corrosion of Conformity, Cradle of Filth, Crucified Barbara, The Cult, Dagoba, The Damned Things, Dark Tranquillity, Deez Nuts, Destruction, Dirty Rotten Imbeciles, Dødheimsgard, Doro, Down, Dwarves, Electric Wizard, Exhumed, The Exploited, EyeHateGod, Firewind, Ghost, Goatsnake, Grand Magus, Grave, Hail of Bullets, HammerFall, Hangman’s Chair, Hawkwind, Headcharger, Hemoragy, Impureza, In Flames, In Solitude, Judas Priest, Duff McKagan’s Loaded, Karma to Burn, Klone, Knut, Korpiklaani, Kreator, Krisiun, Kruger, Kylesa, Kyuss Lives!, Last Days of Humanity, Lyzanxia, Malevolent Creation, Maximum the Hormone, Mayhem, Mekong Delta, Melvins, Meshuggah, Monster Magnet, Morbid Angel, Morgoth, Morne, Mr. Big, Municipal Waste, The Ocean, Opeth, Orphaned Land, Ozzy Osbourne, Pain of Salvation, Iggy Pop & The Stooges, Possessed, Primordial, Raw Power, Red Fang, Scorpions, Septic Flesh, Severe Torture, Shai Hulud, Skyforger, Sodom, Spherical Unit Provided, Suicide Silence, Svart Crown, Terror, Therion, Thin Lizzy, Times of Grace, Total Fucking Destruction, Triptykon, Tsjuder, Turisas, UFO, U.S. Bombs, Vader, Valient Thorr, Whiplash, The Young Gods, Your Demise, Rob Zombie, Zuul FK

### 2012
15. bis 17. Juni
Aborted, Abysse, Acid King, Alcest, All for Nothing, All Shall Parish, Alpha Tiger, Amenra, Amon Amarth, Anaal Nathrakh, Aosoth, Arcturus, Arson Anthem, Ascension, As They Burn, August Burns Red, Avulsed, Sebastian Bach, Behemoth, Belenos, Benediction, Benighted, Betraying the Martyrs, Big Business, Biohazard, Black Bomb A, Black Label Society, Blood Red Throne, Blue Öyster Cult, Brain Police, The Bronx, Brujeria, Brutal Truth, Bukowski, Cancer Bats, Cannibal Corpse, Celeste, Channel Zero, Children of Bodom, Colour Haze, Crashdiet, D-A-D, Darkest Hour, Darkspace, Death Angel, Death Before Dishonor, DevilDriver, The Devil’s Blood, Dimmu Borgir, Discharge, Djerv, Do or Die, Dog Eat Dog, Doomriders, Dropkick Murphys, D.usk, Dying Fetus, Dÿse, Edguy, Emmure, Endstille, Enslaved, Entombed, Exodus, Extinction of Mankind, Forgotten Tomb, From Ashes Rise, Gama Bomb, Girlschool, Glorior Belli, Gorod, Gotthard, Guns n’ Roses, H2O, Hamelt, Hank 3, Hatebreed, Heaven Shall Burn, Hoods, Hour of Penance, Ihsahn, In Extremo, Insomnium, Integrity, Jesus Cröst, King Diamond, Kobra and the Lotus, Korinti, Lamb of God, Lasting Values, L’Esprit du clan, Liturgy, Lizzy Borden, Lock Up, Lynyrd Skynyrd, Machine Head, Madball, Megadeth, Merrimack, Molly Hatchet, Monkey3, Moonsorrow, Mötley Crüe, Napalm Death, Nasum, Necrophagia, Necros Christos, Obituary, The Obsessed, October File, Orange Goblin, Oranssi Pazuzu, Ozzy Osbourne & Friends, Pentagram, Refused, The Rodeo Idiot Engine, Rompeprop, Sacred Reich, Saint Vitus, Satyricon, Shining, Slash, Sólstafir, The Spudmonsters, Steel Panther, Street Dogs, Strong as Ten, Sublime Cadaveric Decomposition, Suffocation, Suicidal Angels, Sunn O))), Taake, Thou, Tragedy, Trepalium, Trivium, Turbonegro, Ufomammut, Unearth, Unexpected, Unisonic, Unsane, Uriah Heep, Vanderbuyst, Victims, Vitamin X, Vomitory, Vulture Industries, Walls of Jericho, Winterflylleth, Within Temptation, Year of No Light, Yob

### 2013
21. bis 23. Juni
3 Doors Down, 7 Weeks, Absu, Accept, A Day to Remember, Agnostic Front, Amorphis, Anti-Flag, The ARRS, Asking Alexandria, Asphyx, Atari Teenage Riot, Attentat Rock, At the Gates, Audrey Horne, Aura Noir, Avantasia, Bad Religion, Bane, Belphegor, Berri Txarrak, Between the Buried and Me, Bison B.C., Black Breath, Black Cobra, Black Pyramid, Black Spiders, Bullet for My Valentine, Bury Your Dead, Buzzcocks, Candlemass, Captain Cleanoff, Carpathian Forest, The Casualties, Ceremonial Oath, Coal Chamber, Cockney Rejects, Converge, Cradle of Filth, Cryptopsy, Cult of Luna, Danzig, Dark Funeral, Dead Congregation, The Decline, Deez Nuts, Def Leppard, Down, Dr. Living Dead!, Eagle Twin, Equilibrium, Eryn Non Dae, Europe, Evoken, Finntroll, Gallows, Ghost, The Ghost Inside, God Seed, Gojira, Graveyard, The Great Old Ones, Haemorrhage, Hardcore Superstar, Hate, Heathen, Heaven’s Basement, Hell Militia, Helloween, Hellyeah, Hooded Menace, Hypocrisy, Ihsahn, Immortal, Band, Danko Jones, Justin(e), Kampfar, Karma to Burn, Kiss, Kissin’ Dynamite, Koldbrann, Korn, Korpiklaani, Kreator, Krisiun, Krokus, Le Bal des Enragés, Leprous, Lordi, Manilla Road, Marduk, Mass Hysteria, Misanthrope, Misery Index, Monstrosity, Moonspell, Morbid Angel, Mustasch, My Dying Bride, My Sleeping Karma, Napalm Death, Negative Approach, Neurosis, Newsted, NOFX, The Old Dead Tree, Pallbearer, Papa Roach, Parkway Drive, Pig Destroyer, P.O.D., Primordial, Procession, Prong, Punish Yourself, Red Fang, Regarde Les Hommes Tomber, Retox, Riverside, Rotting Christ, Saxon, The Secret, Senser, Seth, SSS, Sick of It All, Sinister, Six Feet Under, Skindred, Sleep, Spiritual Beggars, Srutr, Stille Volk, Stone Sour, Svart Crown, Swans, The Sword, Symphony X, T.A.N.K., Terror, Testament, Toy Dolls, Treponem Pal, Truckfighters, Twisted Sister, Týr, Uncle Acid & the Deadbeats, Unearth, Vektor, Vera Cruz, Voivod, Volbeat, Waltari, Whitesnake, Wintersun, Witchcraft, ZZ Top

### 2014
20. bis 22. Juni
1349, Acid King, Aerosmith, Against Me!, Alter Bridge, Angelus Apatrida, Angra, Annihilator, Phil Anselmo and the Illegals, Avenged Sevenfold, Azziard, Ays, Behemoth, Benighted, The Black Dahlia Murder, Blacklodge, Black Sabbath, Black Tusk, Blast, Blockheads, Blues Pills, The Bones, Borgne, Brutal Truth, Brutality Will Prevail, Buckcherry, Burning Heads, Carcass, Carnal Lust, Caspian, Clutch, Cobra, Comeback Kid, Conan, Crossfaith, Crowbar, Crushing Caspars, Dagoba, Dark Angel, Darkness Dynamite, Death: DTA, Death Angel, Deep Purple, Deströyer 666, Dordeduh, Downfall of Gaia, Doyle Airence, Dozer, Electric Wizard, Eluveitie, Emperor, Enslaved, Equilibrium, Extreme, First Blood, Flogging Molly, Fueled by Fire, Gehenna, Godflesh, Gorgoroth, Gorguts, Hail of Bullets, Hark, Hatebreed, Herder, House of Broken Promises, Impaled Nazarene, Impiety, Incantation, In Solitude, Iron Maiden, Kadavar, Kataklysm, Killers, Kronos, Kvelertak, Kylesa, The Last Resort, Lez Zeppelin, Lofofora, Loudblast, Lowrider, Mad Sin, Mars Red Sky, Mercyless, Millencolin, Misconduct, Misfits, Miss May I, M.O.D., Monster Magnet, Mos Generator, Nasty, Necroblood, Nefarium, Nightmare, Nile, Nocturnus, Obliteration, Of Mice & Men, Opeth, Paradise Lost, Powerman 5000, Powerwolf, Pro-Pain, Protest the Hero, Repulsion, Royal Thunder, Ruins of Beverast, Sabaton, Satan, Satans Satyrs, Schirenc plays Pungent Stench, Scorpion Child, Seether, Septic Flesh, Sepultura, Shining, Skid Row, Skyclad, Slapshot, Slayer, Soilwork, Sólstafir, Soundgarden, Soulfly, Spirit Caravan, Status Quo, Stick to Your Guns, Stinky Bollocks, SubRosa, Supuration, Tagada Jones, Temple of Baal, Therapy?, Toxic Holocaust, Trivium, Trollfest, Tsjuder, Turbonegro, Turisas, Ulcerate, Unida, Unleashed, Urfaust, Vreid, Walking Papers, Walls of Jericho, Watain, Watertank, We Came as Romans, Weekend Nachos, Witch Mountain, Year of the Goat, Zodiac, Rob Zombie

### 2015
19. bis 21. Juni
A Day to Remember, Ahab, Airbourne, Alestorm, The Answer, Arch Enemy, Argile, Arkona, Armored Saint, ASG, At the Gates, Backyard Babies, Biohazard, Birds in Raw, Brant Bjork, Bloodbath, Body Count, Bölzer, Breakdust, Broken Teeth, Butcher Babies, Cannibal Corpse, Carach Angren, Cavalera Conspiracy, Children of Bodom, Cock and Ball Torture, Cock Sparrer, Code Orange, Coffins, Alice Cooper, Cradle of Filth, Craft, The Crown, Crusher, Dark Tranquillity, Dead Kennedys, Death Engine, Deep in Hate, Defeater, Despise You, Desultory, Doctor Livingstone, Dying Fetus, Elder, Ensiferum, Enthroned, Envy, Epica, Eths, Exodus, The Exploited, EyeHateGod, Faith No More, Finntroll, Five Finger Death Punch, Ace Frehley, Ghost Brigade, Glowsun, Godsmack, Grave Pleasures, The Great Old Ones, Guida, Haken, The Haunted, Hawk Eye, High on Fire, Hollywood Undead, Hypsno5e, Billy Idol, In Extremo, Infestus, In Flames, Iron Reagan, Judas Priest, Khold, Killing Joke, Korn, L7, Lamb of God, Leng Tch’e, Life of Agony, Limp Bizkit, Lions Law, Lost Society, Machete, Madball, Marilyn Manson, Mastodon, Mayhem, Melechesh, Merauder, Meshuggah, Midnight Ghost Train, Monarch!, Morgoth, Motionless in White, Motörhead, Mütilation, Necrowretch, Ne Obliviscaris, Nightwish, Nidingr, NOFX, No Return, Nuclear Assault, Obituary, Off!, Onslaught, Orange Goblin, Orchid, The Quireboys, Peter and the Test Tube Babies, Prostitute Disfigurement, Providence, Ramoneurs de menhirs, Red Fang, Rise of the Northstar, Russian Circles, Saint Vitus, Samael, Samsara Blues Experiment, Satyricon, Scorpions, Shape of Despair, Shining, Skinless, Skyforger, Slash, Slipknot, Snot, Sodom, Spherical Unit Provided, Sticky Boys, Superjoint Ritual, Sylosis, Terra Tenebrosa, Terror, Trap Them, Tribulation, Triggerfinger, Triptykon, Truckfighters, Twitching Tongues, Vallenfyre, Venom, Vitamin X, Vorkreist, Vulcain, Wampas, We Are Harlot, Weedeater, Der Weg einer Freiheit, Witchthroat Serpent, Wolfbrigade, The Wounded Kings, Wovenhand, Zuul FX, ZZ Top

### 2016
17. bis 19. Juni
Abbath, Agoraphobic Nosebleed, Agressor, Alea Jacta Est, All Pigs Must Die, The Amity Affliction, Amon Amarth, Anthrax, Archgoat, The ARRS, Arthemis, Asphyx, Atreyu, Audrey Horne, August Burns Red, Aura Noir, Backtrack, Bad Religion, Behexen, Black Sabbath, Blind Guardian, Bring Me the Horizon, Brodequin, Bullet for My Valentine, Bury Tomorrow, Caliban, Cattle Decapitation, Converge, Corrosive Elements, Cowards, Crobot, Cruachan, Dark Fortress, Dark Funeral, Death Alley, Delain, Deicide, Dirty Fonzy, Discharge, Disturbed, DragonForce, Dropkick Murphys, Drowned, Dust Bolt, Earth, Empyrium, Entombed A.D., Enslaved, Entrails, Fallujah, Fleshgod Apocalypse, Foreigner, Fu Manchu, Ghost, Goatsnake, Gojira, Grand Magus, Halestorm, Hangman's Chair, Harm's Way, Hatebreed, Havok, Heaven Shall Burn, Hegemon, Heidevolk, Hermano, Glenn Hughes, Inquisition, Insomnium, Jambinai, Jane’s Addiction, Kadavar, Kampfar, Katatonia, Killswitch Engage, King Diamond, King Dude, Korn, Korpiklaani, Kvelertak, Le Bal des Enragés, Lecherous Gaze, Les Sales Majestés, Loudness, Ludwig von 88, The Lumberjack Feedback, Magma, Mantar, Mass Hysteria, Megadeth, Melvins, Mgla, Monolord, Moonreich, Moonsorrow, Municipal Waste, Myrkur, Napalm Death, Nashville Pussy, Nightmare, No One Is Innocent, The Offspring, Orphaned Land, Otargos, Overkill, Paradise Lost, Power Trip, Primordial, Puscifer, Ramesses, Rammstein, Ratos de Porão, RavenEye, Refused, Rival Sons, Sacred Reich, Sadist, Joe Satriani, Shark Tank, Shinedown, The Shrine, Sick of It All, Sixx:A.M., Skálmöld, Skeletal Remains, The Skull, Slayer, Solefald, Steak Number Eight, Stille Volk, Stonebirds, Stoned Jesus, Strife, Sunn O))), Taake, Terrorizer, Testament, Thy Art Is Murder, Torche, Toy Dolls, Tremonti, Turbonegro, Turnstile, Tarja Turunen, Twisted Sister, UK Subs, Undead Prophecies, Unsane, Victims, Vintage Trouble, Vader, The Vision Bleak, Vision of Disorder, Volbeat, Walls of Jericho, Witches, Within Temptation, With the Dead, Wo Fat

### 2017
16. bis 18. Juni
Aerosmith, Agnostic Front, Airbourne, Alcest, Alestorm, Alter Bridge, Animals as Leaders, Apocalyptica, Arkhon Infaustus, Autopsy, Avatar, Baroness, Behemoth, Belphegor, Betraying the Martyrs, Beyond Creation, Black Star Riders (Ersatz für Wakrat), Blood Ceremony, Blue Öyster Cult, Bongripper, Booze & Glory, The Bouncing Souls, Bright Curse, Candiria, Carcariass, Frank Carter & The Rattlesnakes, Chelsea Grin, Clutch, Comeback Kid, Coroner, Corvus Corax, Crippled Black Phoenix, Cryptopsy, Crypt Sermon, The Damned, The Dead Daisies, Deafheaven, Deathcode Society, Decapitated, The Decline!, Deep Purple, Deez Nuts, Déluge, DevilDriver, The Devil Wears Prada, Devin Townsend Project, The Dillinger Escape Plan, Dødheimsgard, D.R.I., Electric Wizard, Emperor, Emptiness, Equilibrium, Ereb Altor, Evergrey, Every Time I Die, Exhumed, FireSpawn (Ersatz für Hate Eternal), Five Finger Death Punch, Ghost Bath, Ghoul, Harm Done, Hawkwind, Helmet (Band), Hirax, Igorrr, Ill Niño, In Flames, Inglorious, Insanity Alert, Integrity, Komintern Sect, Kreator, Krisiun, Leftöver Crack, Linkin Park, Los Disidentes del Sucio Motel, Marduk, Mars Red Sky, Metal Church, Ministry, Monarque, Monkey3, Monolithe, Monster Magnet, Mortuary, Motionless in White, Myrath, Nails, The New Roses, Jared James Nichols, Noothgrush, Northlane, Nostromo, No Turning Back, Obituary, Of Mice & Men, Okkultokrati (ersetzten Seven Sisters of Sleep), Opeth, Pain of Salvation, Pentagram, Perturbator, Phil Campbell and the Bastard Sons, Powerwolf, Pretty Maids, Primitive Man, Primus, Prong, Prophets of Rage, Queensrÿche, Les Ramoneurs de menhirs, Rancid, Ray Brower, Red Fang, Regarde les hommes tomber, Rob Zombie, Sabaton, Sanctuary, Saxon, Scour, Shvpes, Sick of Stupidity, Sidilarsen, Skepticism, Skindred, Slayer, Slo Burn, Slydigs, Dee Snider (ersetzte W.A.S.P.), Soilwork, Steel Panther, SubRosa, Suicidal Tendencies, Tagada Jones, Textures, The Treatment (ersetzten Jorn), The True Black Dawn, Trapped Under Ice, Trap Them, Trust, Turisas, Týr, Ufomammut, Ugly Kid Joe, Ultra Vomit, Valkyrja, Verbal Razors, Verdun, The Vintage Caravan, Vodun, Vortex of End, Wakrat, Wardruna, While She Sleeps, Chelsea Wolfe, Wormed, Zeke.

### 2018
22. bis 24. Juni
1000mods, A Perfect Circle, Accept, Akercocke, Alice in Chains, Amenra, Amorphis, Arch Enemy, Arkons, Asking Alexandria, At the Gates, Au-Dessus, Avenged Sevenfold, Backyard Babies, Bad Religion, Baroness, Batushka, Benighted, Black Bomb A, Black Rainbows, Bloodshot Dawn, Body Count, Bongzilla, Breed Machine, Bukowski, Bunkum, Bullet for My Valentine, Burning Heads, C Ville Juurikkala, Cainan Dawn, Carnivore A.D., Carpenter Brut, Celeste, Children of Bodom, Church of Misery, Converge, Corrosion of Conformity, Crisix, Cro-Mags, Crowbar, Darkenhold, Dalek, Dead cross, Deftones, Demilich, Demolition Hammer, Dimmu Borgir, Dopethrone, Drakwald, Ensiferum, Enslaved, Eskimo Callboy, Europe, Exhorder, Exodus, Exumer, Eyehategod, Fange, Feed the Rhino, Get the Shot, Gluecifer, Grave Pleasures, Hantaoma, Hard Ons, Hatebreed, Heilung, Hexecutor, Ho99o9, Hollywood Vampires, Iced Earth, In This Moment, Incendiary, Iron Maiden, Jessica93, Joan Jett & The Blackhearts, Jonathan Davis, Judas Priest, Kadavar, Kataklysm, Killswitch Engage, Knocked Loose, L7, Les Sheriff, Limp Bizkit, Lucifer, Madball, Malemort, Malkavian, Manegarm, Marilyn Manson, Megadeth, Memoriam, Meshuggah, Misanthrope, Misþyrming, Modern Life Is War, Monolord, Mos Generator, Mysticum, Napalm Death, Nebula, Neurosis, Nightwish, Nile, Nordjevel, Oranssi Pazuzu, Orange Goblin, Orden Ogan, Parkway Drive, Pensees Nocturnes, Plebeian Grandstand, Pleymo, Pogo Car Crash Control, Powerflo, Primal Fear, Psykup, Redemption - Tremplin the Voice of Hell, Rise Against, Rise of the Northstar, Rose Tattoo, Rotten Sound, Saor, Satyricon, Savage Messiah, Schammasch, Septic Flesh, Seven Hate, Shinedown, Solstafir, Sons of Apollo, Sons of Otis, Spermbirds, Steven Wilson, Stone Sour, Stray from the Path, Suffocation, Svinkels, Terror, TesseracT, The Bronx, The Chris Slade Timeline, The Good the Bad the Zugly, The Great Old Ones, The Hellacopters, The Lords of Altamont, The Lurking Fear, The Walking Dead Orchestra, Therion, The Raven Age, The Texas Chainsaw Dust Lovers, Tombs, Toseland, Tremonti, Turbonegro, Turnstile, Uncommen Men from Mars, Voight Kampff, Warning, Watain, Zeal & Ardor

### 2019
21. bis 23. Juni
The Adicts, Alien Weaponry, Allegaeon, All Them Witches, The Amsterdam Red Light District, Phil Anselmo & the Illegals, Anthrax, Aorlhac, Architects, Archspire, Banane Metalik, Batmobile, Beartooth, Blackberry Smoke, Blackrain, Bliss of Flesh, Bloodbath, Böhse Onkelz, Brutus, Cancer Bats, Candlemass, Cannibal Corpse, Carach Angren, Carcass, Carpathian Forest, Cave In, Cemican, Clutch, Coilguns, Combichrist, Cradle of Filth, The Creepshow, Cult of Luna, Cypecore, Dagoba, Dark Tranquillity, Daughters, Dawn of Disease, Ddent, Deadland Ritual, Death Angel, Def Leppard, Deicide, Demons & Wizards, Descendents, Devourment, Diamond Head, Dool, Dream Theater, Dropkick Murphys, The Dwarves, Eagles of Death Metal, Eisbrecher, Emperor, Employed to Serve, Enter Shikari, Envy, The Fever 333, Fiend, FM, Freitot, Fu Manchu, Gloryhammer, Godsmack, Gojira, Gold, Graveyard, Hank von Hell, Hellhammer, Hyrgal, Immolation, Impaled Nazarene, Insanity Alert, The Interrupters, Jo Quail (Ersatz für Myrkur), Khaos-Dei, King Diamond, Kiss, Klone, Koritni, Richie Kotzen, Kvelertak, Lamb of God, Last Temptation, Le Bal des Enrages, Les Wampas, Like a Storm, The Living End, Lofofora, Lucifer’s Child, Lynyrd Skynyrd, Mad Sin, Manowar, Mantar, Mass Hysteria, Me First and the Gimme Gimmes, Messa, Moonspell, Morning Again, Municipal Waste, Myrkur, My Sleeping Karma, Nasty, The Necromancers, No Fun at All, No One Is Innocent, Nova Twins, The Obsessed, The Ocean, Pestilence, Possessed, Power Trip, Punish Yourself, Psycroptic, Radio Moscow, Refused, Revocation, Tesla (Ersatz für Rival Sons), The Rumjacks, Emma Ruth Rundle, Sabaton (Ersatz für Manowar), Shaârghot, Sham 69, The Sisters of Mercy, Skáld, Skindred, Slash feat. Myles Kennedy and the Conspirators, Slayer, Sonata Arctica, Stinky, Stone Temple Pilots, Sublime Cadaveric Decomposition Cult Leader, Sum 41, Sumac, Testament, Tool, Tormentor, Trepalium, Tremplin Voice of Hell, Trivium, Trollfest, Uada, Ultra Vomit, Uncle Acid & the Deadbeats, Valley of the Sun, Venom Inc., Vltimas, Vomitory, Whitechapel, Whitesnake, Wiegedood, Will Haven, Within Temptation, Wolfheart, Yob, ZZ Top

### 2020/2021
2020 und 2021 wurde das Festival wegen der Covid-19-Pandemie abgesagt.

### 2022
17. bis 19. Juni und 23. bis 26. Juni
20 Seconds Falling Man, Abbath, Abrahama, Agnostic Front, Airbourne, Aktarium, Alcest, Alestorm, Alien Weaponry, Angelus Apatrida, Anti-Flag, Archgoat, Arcturus, Artús, As a New Revolt, ASG, The Atomic Bitchwax, At the Gates, Autarkh, Avatar, The Baboon Show, Bad Religion, Baroness, Battle Beast, Benighted, Betraying the Martyrs, Black Label Society, Black Mountain, Blind Guardian, Blood Incantation, The Bloody Beetroots, Blues Pills, Bokassa, Borknagar, Bring Me the Horizon, Brutal Sphincter, Tyler Bryant & The Shakedown, Bullet for My Valentine, Burning Heads, Bury Tomorrow, Cadaver, Phil Campbell and the Bastard Sons, Cân Bardd, Jerry Cantrell, Car Bomb, Carcass, Carnation, Frank Carter & The Rattlesnakes, Gary Clark junior, Clowns, Code Orange, Comeback Kid, Conjurer, Converge, Alice Cooper, Coroner, Counterparts, Laura Cox, Crisix, Cro-Mags, Crown, Cult of Fire, The Darkness, The Dead Daisies, Dead Head, Death to All, Deadly Apples, Decapitated, Deeds of Flesh, Deep Purple, Deez Nuts, Deftones, Deliverance, Demilich, Destruction, Diamante, Dirty Fonzy, Dirty Honey, Dirty Shirt & The Transylvanian Flokcore Orchestra, Discharge, Disconnected, Dog Eat Dog, Doro, Down, Draconian, Dragged Under, DragonForce, Dropdead Chaos, Dropkick Murphys, Duel, Dying Fetus, Dyscarnate, Earth, Ecstatic Vision, Ego Kill Talent, Einherjer, Elder, Electric Wizard, Eluveitie, Enforced, Ensiferum, Enslaved, Envy, Epica, Exciter, Existance, Exocrine, The Exploited, Eyehategod, Fauxx, Fejd, Ferocious Dog, Fire from the Gods, Five Finger Death Punch, Fleshgod Apocalypse, Flotsam and Jetsam, Fractal Universe, Frog Leap, Frustration, Gaahl’s Wyrd, Gama Bomb, Gatekeeper, Gaerea, GBH, Ghost, Glassbone, Gloryhammer, Godflesh, Gojira, Goldfinger, Grade 2, The Great Old Ones, Greenleaf, Guerilla Poubelle, Guilt Trip, Guns n’ Roses, Hällas, Hangman’s Chair, Health, Heart Attack, Heaven Shall Burn, Heilung, Helheim, Helloween, High Command, High on Fire, Higher Power, Hour of Penance, Human Impact, Humanity’s Last Breath, Ignite, Igorrr, Ihsahn, Ill Niño, Incendiary, In Extremo, Ingested, In Other Climes, Insomnium, The Inspector Cluzo, Inter Arma, Invisions, Jesus Piece, Jinjer, Ayron Jones, Danko Jones, Tagada Jones, Judas Priest, Judiciary, Kadavar, Kampfar, Karas, Myles Kennedy and Company, Killing Joke, Knocked Loose, Kontrust, Korn, Kreator, Lacuna Coil, Landmvrks, The Last Internationale, Last Temptation, Leprous, Les Chants de Nihil, Les Sheriff, Life of Agony, Lili Refrain, Lionheart, Lion’s Law, Lords of Flesh, Los Disidentes del Sucio Motel, Loudblast, Lowrider, Lysistrata, Marduk, Martyrdöd, Mastodon, Maximum the Hormone, Mayhem, Me and That Man, Megadeth, Memoriam, Mephorash, Mercyful Fate, Messa, Metallica, Mgła, Midnight, Millencolin, Ministry, Misery Index, Molassess, Mollybaron, Monkey3, Mono & The Jo Qualil Quartett, Michael Monroe, Monuments, Moonsorrow, Moonspell, Mordred, Mortis Mutilati, Moscow Death Brigade, Myrkur, My Own Private Alaska, Napalm Death, Necrophobic, Necrowretch, Neige Morte, Nero di Marte, New Model Army, Nightwish, Nine Inch Nails, Nitzer Ebb, No Turning Back, Novelists FR, Numen, Nytt Land, Obscura, The Offspring, Okkultokrati, Opeth, Opium du Peuple, Orange Goblin, Pelican, Pénitence Onirique, Pentagram, Perturbator, The Picturebooks, Pogo Car Crash Kid, Point Mort, Portrayal of Guilt, Primordial, Rectal Smegma, Red Fang, Regarde Les Hommes Tomber, Rise Against, Rival Sons, Rotting Christ, Rudeboy, The Ruins of Beverast, The Rumjacks, Running Wild, Sabaton, Sacred Reich, Michael Schenker, Scorpions, Septicflesh, Sepultura, Seth, Shade and Dust, Shinedown, Sick of It All, Skáld, Skeletal Remains, Skillet, Slapshot, Slift, Slomosa, Slope, Social Distortion, Soen, Sólstafir, Sons of O’Flaherty, Sorcerer, Sordide, Sortilège, Spiritbox, Steel Panther, Stengah, Stereotypical Working Class, Stöner, Suicidal Tendencies, Suicide Silence, Svart Crown, Taake, Teethgrinder, Tempt, Terror, Therion, Thou, Thunder, Titan, Touché Amoré, Devin Townsend, Toy Dolls, Tribulation, Triptykon, Twin Temple, UFO, Ufomammut, Ugly Kid Joe, Untitled with Drums, Steve Vai, Vile Créature, Villiagers of Ioannina City, The Vintage Caravan, Vltimas, Volbeat, Vreid, Walls of Jericho, Wardruna, Washington Dead Cats, Watain, While She Sleeps, Whitesnake, A. A. Williams, Witchcraft, Witchery, Worst Doubt, Xentrix, Xibalba, Yarotz, Year of No Light, Year of the Knife, Youth Code, Zeal & Ardor

### 2023
15. – 18. Juni
1349, Aborted, Acod, Aephanemer, Akiavel, Aleister, Alter Bridge, The Amity Affliction, Amenra, Amon Amarth, Arch Enemy, Architects, As I Lay Dying, Asking Alexandria, Beast in Black, Behemoth, Beleds, Belphegor, Benediction, Beyond the Styx, Black Flag, Blackbraid, Blod, Bloodbath, Bloodywood, Bongripper, Born of Osiris, Botch, British Lion, Candlemass, Candy, Cane Hill, Carpenter Brut, Celeste, The Chats, Clutch, Cobra the Impaler, Cockney Rejects, Code Orange, Coheed and Cambria, Crisix, Crowbar, The Cult, The Dali Thundering Concept, Dance with the Dead, Dark Angel, Dark Funeral, Decasia, Def Leppard, Do or Die, Doodsesjader, DVNE, Earthless, Electric Callboy, Elegant Weapon, End, Empire State Bastard, Escape the Fate, Eths, Evergrey, Evil Invaders,  Faun, Fever 333, Fields of the Nephilim, Finntroll, Fishbone, Flogging Molly, Florence Black, Full of Hell, Generation Sex, The Ghost Inside, Gogol Bordello, Gorgoroth, Gorod, Grandma's Ashes, Halestorm, Harakiri for the Sky, Hard Mind, Hatebreed, Helms Alee, Hetquertzen, Hollywood Undead, Hollywood Vampires, Holy Moses, Homintern Sect, Ho99o9, The Hu, Hypno5e, Hypocrisy, I Prevail, Imperial Trumphant, In Flames, Iron Maiden, Kalandra, Katatonia, King Buffalo, Kiss, Legion of Doom, Less Than Jake, LLNN, Loathe, Lord of the Lost, Lorna Shore, Ludwig Von 88, Machine Gun Kelly, Melvins, The Menzingers, Meshuggah, Mindforce, Mod Sun, Monster Magnet, Motionless in White, Mötley Crüe, Municipal Waste, Mutoid Man, My Dilligence, Myrath, Nature Morte, Nightfall, Nostromo, Nothing More, The Obsessed, The Old Dead Tree, Paleface, Pantera, Papa Roach, Paradise Lost, Parkway Drive, Pestifier, Peter Pan Speedrock, Poesie Zero, Porcupine Tree, Powerwolf, Primitive Man, Pro-Pain, P-Troll, Greg Puciato, Puscifer, The Quireboys, Rancid, Resolve, Rise of the Northstar, Riverside, Saor, Scarlean, Schizophrenia, Seether, She Past Away, Skid Row, Skynd, Slipknot, Soul Glo, Spirit Adrift, Spiritworld, Stoned Jesus, Stray from the Path, Stigoi, Sum 41, Svalbard, Svinhels, Syndrome 81, Ten56, Tenacious D, Testament, Thundermother, Today Is the Day, Treponem Pal, Unearth, Vektor, Vended, Venefixion, Venom Inc., Voice of Hell Contest, Voivod, Vreid, Weedeater, Der Weg einer Freiheit, Within Temptation, Wolvennest, Zulu

### 2024
27. – 30. Juni
1000 Mods, 311, 7 Weeks, 8°6 Crew, The Acacia Strain, Accept, Alien Weaponry, All Them Witches, Amorphis, Anaal Nathrakh, Ankor, Anvil, Asinhell, Avenged Sevenfold, Babymetal, Bad Omens, Bad Situation, Batushka, Biohazard, The Black Dahlia Murder, Black Rainbows, Black Stone Cherry, Bleed from Within, Blockheads, Body Count feat. Ice-T, Brand of Sacrifice, Brujeria, Brutus, Caliban, Frank Carter & The Rattlesnakes, The Casualties, Julie Christmas, City Morgue, Clawfinger, Cock Sparrer, Corvus Corax, Cosmic Psychos, Cradle of Filth, Crosses, Crystal Lake, Crystal Viper, Dark Tranquillity, Darken, The Dead Krazukies, Deficiency, Destinity, The Devil’s Trade, Bruce Dickinson, Didier Wampas Psycho Attacks, Dimmu Borgir, Dismember, Dolch, Dool, Dropkick Murphys, Dropout Kings, Drug Church, Eight Sins, Eihwar, Eivør, Emperor, Enter Shikari, Ereb Altor, Eternal Champion, Extreme, Fallen Lillies, Fear Factory, Foo Fighters, Fu Manchu, Gel, Gozu, Graveyard, Green Lung, Harm’s Way, The Haunted, Heart, Heriot, High on Fire, High Vis, Hotway, Houle, Hrafngrímr, I Am Morbid, Ice Nine Kills, Immolation, Imperial Crystalline Entombment, The Interrupters, Kanonenfieber, Karma Zero, Karnivool, Kataklysm, Kerry King, Klone, Khemmis, Komodrag & The Mounodor, Konvent, Korpiklaani, Kronos, Kvelertak, Legion of the Damned, Lofofora, Lovebites, Machine Head, Madball, Yngwie Malmsteen, Mammoth WVH, Mass Hysteria, Megadeth, Metallica, Tom Morello, Mork, Morne, Mr. Bungle, Nakkeknaekker, Ne Obliviscaris, Nebula, Neck Deep, Nekromantix, Nile, Nova Twins, The Offspring, Orden Ogan, Oxbow, Pain of Salvation, Pencey Sloe, Pensees Nocturnes, Perl, Planet of Zeus, Polyphia, The Prodigy, Queens of the Stone Age, Red Sun Atacama, Rendez-Vous, Rhapsody of Fire, Rival Sons, Royal Blood, Saint Agnes, Sang Froid, Sanguisugabogg, Satyricon, Savage Lands, Saxon, Scowl, Shadow of Intent, Shaka Ponk, Shining, Shores of Null, Show Me the Body, Simple Plan, Skálmöld, Skyclad, Slaughter to Prevail, Smash Hit Combo, Sodom, Einar Solberg, Solitaris, Sorcerer, Speed, Spotlights, Steel Panther, Stinky, Stratovarius, Suffocation, Suicidal Tendencies, Sumerlands, Sylvaine, Corey Taylor, Textures, Therapy?, Thron, Thrown, Thursday, Tiamat, Total Chaos, Uuhai, Wargasm, Wayfarer, While She Sleeps, Wiegedood, Witch, Chelsea Wolfe, Wormrot, Yoth Iria

### 2025
19. – 22. Juni
3 Inches of Blood, Abbath, ADX, Airbourne, Alcest, Apocalyptica, Luc Arbogast, Ashen, Audrey Horne, Bastardane, Belore, Beyond the Black, Black Country Communion, Blackgold, Blood Command, Burning Witches, Cachemire, Jerry Cantrell, The Chainsaw Motel, Chat Pile, Crippled Black Phoenix, The Cult, Cypress Hill, D-A-D, A Day to Remember, Dead Poet Society, Deafheaven, Dethklok, Disconnected, Dream Theater, Eagles of Death Metal, Eisbrecher, Electric Callboy, Amira Elfeky, Epica, Exodus, Falling in Reverse, Fit for an Autopsy, Fleshgod Apocalypse, Freak Kitchen, Furies, Future Palace, Grima, Guineapigs, Gutalax, Health, Heilung, Hexecutor, The Hu, Ihsahn, Imminence, In Extremo, Jinjer, Judas Priest, Myles Kennedy, Kim Dracula, Kittie, Korn, The Kovenant, Kylesa, Last Train, Leprous, Lindemann, Linkin Park, Lorna Shore, Lucie Sue, Majestica, Messa, Misþyrming, Mental Cruelty, The Midnight Ghost Train, Monkey3, Morgaten, Motionless in White, Muse, My Sleeping Karma, Nervosa, The Night Eternal, Novelists FR, The Ocean, Orange Goblin, Pentagram, Persefone, Poppy, Refused, Rise of the Northstar, Ross the Boss, Royal Republic, Russian Circles, Sacred Reich, Savatage, Scorpions, Seven Hours After Violet, Shaârghot, Signs of the Swarm, Skiltron, Skindred, Slomosa, The Southern River Band, Sowulo, Spectral Wound, Spiritbox, Sun, Sunn O))), Syk, Tankard, Thy Catafalque, Trollfest, Tryglav, Tsar, Une Misère, Unleashed, Unto Others, Urne, Vestige, Visions of Atlantis, Vola, Vulture Industries, The Warning, Charlotte Wessels, Wheel, Whitechapel, Windhand, Wind Rose, Within Temptation, Wowws